# لیگ قهرمانان اروپا ۰۲–۲۰۰۱
لیگ قهرمانان اروپا ۰۲–۲۰۰۱ (به انگلیسی: 2001–02 UEFA Champions League) چهل‌وهفتمین دورهٔ مسابقات لیگ قهرمانان اروپا (معتبرترین تورنومنت باشگاهی یوفا) و دهمین دورهٔ این مسابقات از زمان تغییر نام رقابت‌ها در سال ۱۹۹۲ بود. نام پیشین این رقابت‌ها، جام باشگاه‌های اروپا بود.
پیروز این دوره از رقابت‌ها، تیم رئال مادرید بود که در فینال رقیب خود، بایر لورکوزن را شکست داد و نهمین قهرمانی خود در این رقابت‌ها را به‌دست‌آورد. گل پیروزی در فینال این رقابت‌ها توسط زین‌الدین زیدان به ثمر رسید. زیدان این گل را به صورت یک والی با پای چپ از مرز محوطه جریمه به سوی کنج چپ بالایی دروازه بایر لورکوزن شلیک کرد.
بایر لورکوزن در راه رسیدن خود به فینال رقابت‌ها، سه تیم انگلیسی را شکست داده بود: آرسنال را در بخش دوم مرحله گروهی، لیورپول را در مرحله یک‌چهارم نهایی و منچستر یونایتد را در نیمه‌نهایی.
بهترین گلزن این دوره از مسابقات، رود فان نیستلروی بود که از ابتدای مرحلهٔ گروهی تا نیمه‌نهایی (که تیمش در این مرحله حذف شد)، موفق شده بود ۱۰ گل به ثمر برساند.
مدافع عنوان قهرمانی در این دوره از مسابقات بایرن مونیخ بود، اما این تیم در مرحله نیمه‌نهایی توسط رئال مادرید (قهرمان این دوره) شکست خورد و از دور مسابقات کنار رفت.

## قهرمان
| قهرمان لیگ قهرمانان اروپا ۲۰۰۲-۲۰۰۱ |
| ----------------------------------- |
| رئال مادرید                         |
| نهمین قهرمانی                       |